# Сектор 3 (Букурещ)
Сектор 3 е сектор, административна съставна част на град Букурещ, с обща площ 34 км2, и население 393 226 души (2007).